# Maianthemum fusciduliflorum
Maianthemum fusciduliflorum là một loài thực vật có hoa trong họ Măng tây. Loài này được (Kawano) S.C.Chen & Kawano mô tả khoa học đầu tiên năm 2000.